# 默丽·霍兰
默丽·霍兰（英語：Maree Holland，1963年7月25日—），澳大利亚女子田径运动员。她曾代表澳大利亚参加1986年和1990年英联邦运动会田径比赛，获得一枚银牌和一枚铜牌。她也曾参加1988年夏季奥运会。